# Сундарананда Тхакур
Сундарана́нда Тхаку́р (IAST: Sundarānanda Ṭhākura) — индуистский кришнаитский святой, живший в XVI веке в Бенгалии. Был одним из ближайших сподвижников Нитьянанды. Упоминается в таких текстах бенгальского вайшнавизма, как «Чайтанья-чаритамрита» и «Чайтанья-бхагавата». Принадлежит к группе двенадцати кришнаитских святых двадаша-гопал — выдающихся проповедников, распространивших гаудия-вайшнавизм по всей территории Бенгалии.
В «Чайтанья-чаритамрите» описывается, что будучи ближайшим спутником и слугой Нитьянанды, Сундарананда принимал участие во многих трансцендентных развлечениях. В обществе друг друга они переживали настроение Вриндаваны. В пятой главе Антья-кханды «Чайтанья-бхагаваты» Сундарананда назван океаном любви к Богу и главным из спутников Нитьянанды. В «Гаураганоддешадипике» говорится, что ранее, в играх Кришны, он был Судамой — одним из двенадцати главных пастушков-спутников Кришны (двадаша-гопал).
Сундарананда Тхакур родился и провёл бо́льшую часть своей жизни в бенгальской деревне Махешпур в округе Джессор (ныне в Бангладеш). Махешпур стоит на реке Бетравати, в 22 км на восток от железнодорожной станции Маздия. Бхактисиддханта Сарасвати писал в своих комментариях к «Чайтанья-чаритамрите»: «Там ещё можно увидеть развалины старого дома, в котором жил Сундарананда. На окраине этой деревни живёт баула [псевдовайшнав], а все здания — храм и жилые дома — выглядят построенными недавно. В Махешапуре есть божества Шри Радхаваллабхи и Шри Шри Радхараманы. Недалеко от храма протекает маленькая речка Ветравати».
Описывается, что Сундарананда поклонялся божествам Радха-валлабхи и Радха-рамана. Позже эти божества были перевезены в Саидабад, а вместо них в Махешпуре было установлено деревянное божество. Сундарананда никогда не был женат и всю жизнь оставался брахмачари. Поэтому у него не было прямых потомков, а только ученики, но потомки его рода до сих пор живут в деревне Мангаладихи в районе Бирбхума. В этой деревне есть действующий храм Баларамы. Радхаваллабху, изначальное божество Махешапуры, госвами из Саидабада перенесли в Берхампур, а за поклонением нынешнему божеству с момента его установления следила семья махешапурского заминдара. Личному божеству Сундарананды, Радхи-Калачанджи, поклоняются во вриндаванском храме Радхи-Говинды.
В «Вайшнава-вандане» описывается, что Сундарананда Тхакур обладал мистическими силами. Однажды, когда ему понадобились цветы для предложения божеству Радха-рамана, он сделал так, что цветы кадамба расцвели на липе. В другой раз, купаясь в реке, он поймал и вытащил оттуда крокодила. Говорится также, что Сундаранада постоянно напоминал Нитьянанде о том, что тот пришёл в этот мир с миссией спасать самых падших людей.
Сундарананда Тхакур умер в 1565 году в полнолуние месяца магха (январь-февраль). Его пушпа-самадхи расположен в области 64 самадхи во Вриндаване.